# Dolichopeza (Nesopeza) incisuralis
Dolichopeza (Nesopeza) incisuralis is een tweevleugelige uit de familie langpootmuggen (Tipulidae). De soort komt voor in het Palearctisch gebied.